# Woekeraar

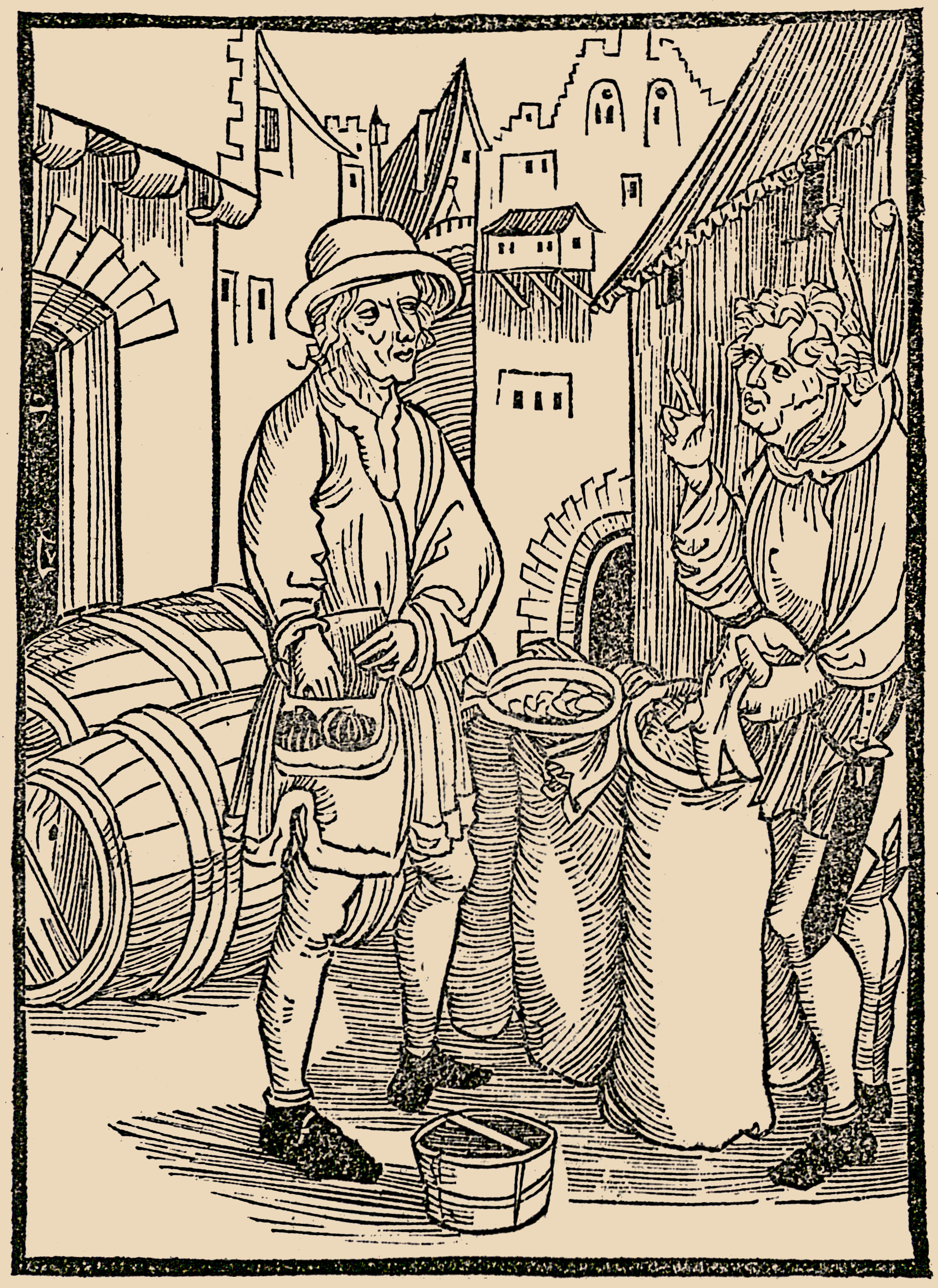
Woekeraar. Uit Sebastian Brants Stultifera Navis (Das Narrenschiff); houtsnede toegeschreven aan Albrecht Dürer

Een woekeraar is iemand die geld uitleent aan een ander en daarvoor een abnormale, onredelijk hoge rente terugvraagt. In zo'n geval wordt de rente aangeduid met woekerrente. Het woord woeker voor het woord rente is afkomstig van (te) snel groeien ofwel ook genoemd met het woord woekeren. Vaak verkeren de mensen die van woekeraars lenen in financiële nood en hebben ze snel geld nodig. Woekeraars kunnen een onredelijk hoge rente rekenen in situaties waarin de ontvanger van de lening geen keus heeft, of geen zicht heeft op eventuele mogelijkheden om tegen een lagere rente te lenen. Woekeraars maken daar gebruik van door zo iemand een contract te laten tekenen met terugbetaling tegen een te hoge rente. Hoge rente kan gerechtvaardigd zijn wanneer het risico groot is dat de lener niet zal kunnen terugbetalen. Het niet kunnen terugbetalen wordt echter ook veroorzaakt door een te hoge rente en dus zijn dergelijke praktijken verboden. Hun typische klanten komen daardoor nog altijd in geldnood terecht, maar bij de oorspronkelijke schuldeisers.
De lening lenigt weliswaar de directe financiële nood, maar leidt er door de hoge rentepercentages meestal toe dat de inlener uiteindelijk opnieuw in de problemen komt. In het ergste geval groeit de schuld door rente-op-rente sneller dan de terugbetalingen en blijft de lener afhankelijk van zijn schuldeiser. In de extreemste gevallen was dit ook de bedoeling van de schuldeiser, zodat hij uiteindelijk zich de bezittingen van de schuldenaar kon toe-eigenen of de schuldenaar zelfs als slaaf kon verkopen.
Het personage Shylock uit het toneelstuk De koopman van Venetië van Shakespeare is een archetypische woekeraar.

## Culturele en religieuze perceptie
Zowel jodendom en christendom als de islam verbieden woeker. In de meest strikte lezingen, met name binnen de islam, interpreteert men het woekerverbod als een absoluut renteverbod. In de meer liberale lezingen gaat men slechts uit van een verbod op excessieve rente.

## Regelgeving
Tegenwoordig wordt rente berekend aan consumenten in de meeste landen aan een maximum verbonden, dat vaak tussen de 15 en 30% op jaarbasis ligt.
In Nederland is dit de wettelijke rente plus 12% (zie ook Wet op het consumentenkrediet). Sinds 2015 is de wettelijke rente verlaagd naar 2% en werd de maximumrente dus 14%. Deze percentages gelden voor alle vormen van consumentenkrediet, dus ook voor koop op afbetaling.
Financiële instellingen zijn in Nederland verder verplicht geregistreerd bij de AFM, omdat ze een vergunning van de AFM nodig hebben om financiële producten aan te bieden. Woekeraars zijn (uiteraard) niet geregistreerd.
Woekerleningen zijn niet overal illegaal. Niet iedere staat heeft (wettelijke) maatregelen genomen waardoor woekeraars in sommige landen binnen de wet kunnen opereren. "paydayleningen" zijn in 37 Amerikaanse staten gereguleerd en legaal, hoewel ze bekritiseerd worden.

## Moderne woekeraars
Woekerpraktijken komen vandaag de dag nog steeds voor. Met name mensen die in financiële nood verkeren en geen lening van een gevestigde instantie kunnen krijgen kloppen aan bij de woekeraar. Deze mensen hebben bijvoorbeeld een te laag of geen inkomen, zitten al aan hun kredietplafond, hebben een negatieve BKR-registratie of (in de VS) een subprime-kredietrating. Woekerleningen worden dan ook vaak aangeduid als "bijzonder krediet" of "subprime lening". De volgende praktijken zijn gesignaleerd:
- De "eenvoudige" woekerlening: simpelweg (te) veel rente berekenen.
- Het berekenen van excessieve kosten. Dit valt weliswaar niet direct onder (woeker)rente, maar wordt wel door malafide geldverstrekkers gebruikt om het renteplafond te omzeilen. Een variant is koppelverkoop, waarbij de lener verplicht een ander financieel product (vaak een verzekering) moet afnemen.
- Paydayleningen. Dit zijn in de Verenigde Staten gebruikelijke kleine leningen (ca. 100 tot 500 dollar) met een zeer korte looptijd (meestal maximaal 14 dagen) voor wie "aan het eind van zijn geld nog een stuk maand overhoudt". De looptijd eindigt op de dag waarop de inlener zijn salaris ontvangt. 15% is op een dergelijke lening een gemiddeld percentage, wat echter betekent dat de rente op jaarbasis effectief rond de 400% is.
- In navolging hiervan zijn in Nederland de zogenaamde 'flitskredieten' opgekomen. Ook hier kan de lener zonder BKR toetsing tegen kortere looptijd kleinere bedragen lenen. Het renteplafond uit de Wet Consumentenkrediet wordt hier omzeild door middel van 'bemiddelingskosten'. Deze handelwijze is weliswaar legaal, maar betekent ook dat de vergoeding die betaald moet worden voor het lenen van geld effectief honderden procenten op jaarbasis is.
- Woekerboetes, oftewel een businessmodel dat gebaseerd is op het in rekening brengen van zoveel mogelijk boetes voor overtreding van de kredietvoorwaarden. Uiteraard worden die voorwaarden opzellijk vaag gehouden of wordt er opzettelijk voor gezorgd dat men hier niet of heel moeilijk aan kan voldoen. Hierdoor kan een leningnemer eveneens in een negatieve spiraal van flitskrediet, boetes, aflossingen en nieuwe flitskredieten verstrikt raken.

## Krediethaaien
Een variant op de woekeraar is de "loan shark" of krediethaai: een woekeraar die vanuit de georganiseerde misdaad opereert. De looptijden zijn hier eveneens kort maar de rente is vaak nog hoger, soms 30 tot 50% per maand of zelfs datzelfde percentage per 10 dagen. Krediethaaien nemen bovendien hun toevlucht tot illegale inningsmethoden.
Dreigementen en geweld zijn de tactieken die de meeste krediethaaien toepassen om debiteuren tot betalen aan te zetten. In Singapore en Maleisië is het voorgekomen dat het huis van de debiteur met rode verf werd beklad. Dit was zowel een dreigement ("de volgende keer is het jouw bloed waarmee de muren worden bespat") als een manier om de debiteur voor schut te zetten. Ook is weleens een varkenskop op een paal bij de debiteur in de tuin geplaatst ("dit varken komt zijn verplichtingen niet na"). Wanneer betaling ook dan uitblijft volgt mishandeling, vernieling van eigendommen of diefstal waarmee de krediethaai zich "schadeloos stelt".

## Inningsmethoden
Woekeraars hanteren vaak zeer agressieve inningsmethoden wanneer de debiteur in gebreke blijft. De reden is evident: de debiteur zit al in de financiële problemen en er is een risico dat hij, wanneer hij geld over heeft, andere crediteuren eerst zal betalen. Ook bestaat een kans dat een andere crediteur beslag legt of dat de debiteur failliet of insolvent raakt. In al deze gevallen blijft de woekeraar met (bijna) lege handen achter, en hij heeft er dan ook belang bij de debiteur zodanig onder druk te zetten dat hij de woekeraar (voor andere crediteuren) betaalt. Men kan denken aan het berekenen van exorbitante en steeds hoger oplopende incassokosten, aanhoudende telefonische aanmaningen of bezoek aan huis, en dreigementen met rechtszaken, faillissement of beslagen. Krediethaaien gaan zelfs nog verder en nemen hun toevlucht soms tot mishandeling, gijzeling, diefstal, vandalisme of bedreiging.